# Behälterverkehr
Der Behälterverkehr war eine Form des unbegleiteten kombinierten Verkehrs, bei der Ladeeinheiten mit der Eisenbahn, auf der Straße und auch im Schiffsverkehr transportiert wurden. Im Gegensatz zu den meisten anderen Behältertransportsystemen ging die Initiative zur Entwicklung dieses Konzeptes von den Eisenbahnverwaltungen aus. Deren Ziel war es, den Umschlag zwischen Eisenbahn- und Straßenverkehr zu beschleunigen.

## Geschichte

### Vorgeschichte
Außerhalb Deutschlands wurden Behälter des kombinierten Verkehrs vereinzelt bereits im 18. Jahrhundert eingesetzt. Eine flächendeckende Verbreitung erfolgte jedoch erst in den 1920er-Jahren mit der zunehmenden Konkurrenz des Straßengüterverkehrs. Der Ursprung für diese Entwicklung ist in den USA zu suchen. Neben den USA entwickelten auch Eisenbahnverwaltungen in England, Frankreich und Italien eigene Konzepte des Behälterverkehrs.
Auf Initiative der Internationalen Handelskammer wurde 1930 ein internationaler Wettbewerb ausgeschrieben mit dem Ziel, das beste Behälterkonzept für den internationalen Verkehr zu finden. Von den 23 eingereichten Vorschlägen konnte sich keine Lösung besonders hervorheben, jedoch wurden einzelne wegweisende Konstruktionsdetail präsentiert. Auf Basis dieser Erkenntnisse erarbeitete das neugegründete Bureau International des Containers et du Transport Intermodal (BIC) eine Norm für international verkehrende Container, welche 1933 in ihrer ersten Fassung veröffentlicht wurde. Die darin enthaltenden Container wurden in verschiedene Gewichtsklassen eingeteilt, in die leichte Bauart mit einer zulässigen Gesamtmasse von 2,5 t und die schwerere Bauart mit einer zulässigen Gesamtmasse von 5 t. Diese waren jeweils wieder in verschiedene Ladegrößenklassen unterteilt. Jede Größe wurde durch eine zweistellige Zahl kategorisiert, wobei die erste Ziffer die Ladefläche in Quadratmetern und die zweite die Ladehöhe in Metern angab. Die Container sollten kranbar, mit Rollen oder mit Rädern ausgerüstet sein oder mithilfe eines Flurförderfahrzeugs umgeschlagen werden können.
Einer der ersten Behältertragwagen in Deutschland war der 1924 auf der Eisenbahntechnischen Ausstellung in Seddin vorgestellte „Kesselwagen mit abnehmbaren Kesseln“ für die Meierei C. Bolle in Berlin. Dieser von der Friedrich Krupp AG gebaute Flachwagen hatte vier rollbare Kessel.

### Vor 1945
Um der zunehmenden Konkurrenz des Straßengüterverkehrs zu begegnen und die Beförderung auf der Schiene zu beschleunigen, wurden von der Deutschen Reichsbahn-Gesellschaft (DRG) in den 1930er Jahren vier neue Transportkonzepte entwickelt: der Stückgut-Schnellverkehr, der Straßenroller, der Lastkraftwagen und der Behälterverkehr. Ziel des Behälterverkehrs war es, die Beförderungszeiten durch Beschleunigung des Umschlags zu verkürzen. Vermarktet wurden diese Konzepte unter der Marke „Von-Haus-zu-Haus“. Dabei sollten Unternehmen, die nicht in der Nähe eines Gleisanschlusses ansässig waren, für den Gütertransport mittels der Eisenbahn gewonnen werden.
Im deutschen Behälterverkehr wurden verschiedene standardisierte Klein- und Großbehälter eingesetzt, in denen feste oder flüssige Güter transportiert werden konnten. Die Kleinbehälter wurden in großer Zahl hauptsächlich im Stückgutverkehr eingesetzt. Der Einsatz von Großbehältern ging hingegen kaum über ein Versuchsstadium hinaus, was die geringe Anzahl von ca. 250 Großbehältern im Jahr 1935 erklärt. Die Großbehälter wurden in zwei Arten beschafft, die straßenfahrbaren und die ohne Fahrgestell. Die straßenfahrbaren Großbehälter waren mit einem klappbaren Fahrwerk ausgestattet. Mittels einer auswechselbaren Deichsel konnten die Behälter sowohl mittels eines Motorfahrzeugs als auch mit einem Pferdegespann befördert werden.

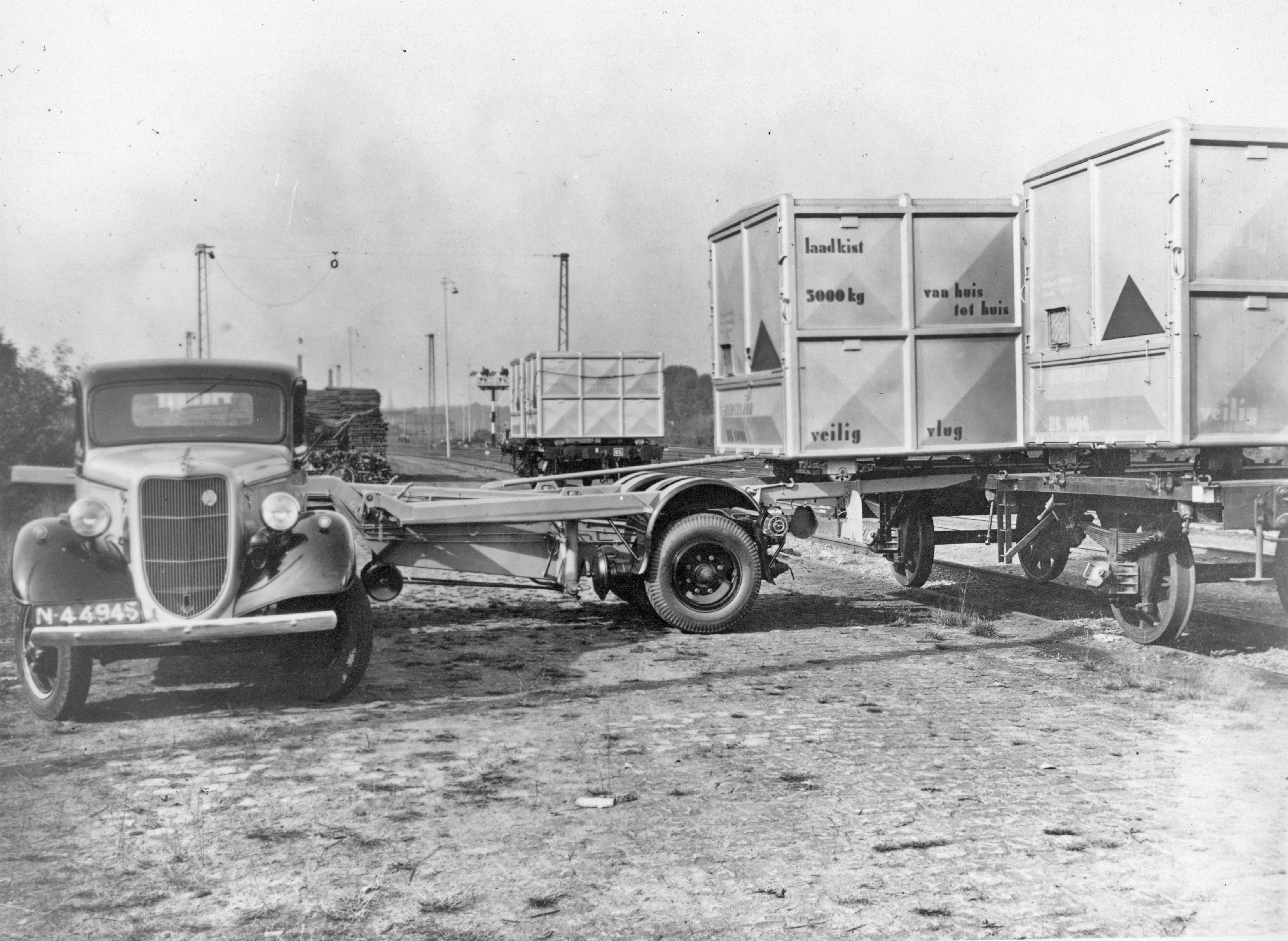
Ladevorgang einer „laadkist“ zwischen Eisenbahnwagen und Lkw

In den Niederlanden wurden die ersten Behälter, die sogenannten „Laadkisten“, ab 1934 eingesetzt. Das Besondere am niederländischen Konzept war der Umschlag der Behälter zwischen Straße und Schiene. Dafür wurde ein besonders entwickelter LKW-Anhänger eingesetzt, der DAF Losser. Die Behälter wurden auf der Schiene auf besonderen Tragwagen transportiert, welche mit quer zur Fahrtrichtung montierten Führungsschienen ausgestattet waren, um die Rollen der Behälter zu führen. Zur Befestigung der Behälter auf dem Tragwagen wurden jeweils vier Zurrspindeln und Radvorleger angebracht. Um einen Behälter zwischen dem Tragwagen und dem DAF Losser umzuschlagen, wurde der LKW-Anhänger rechtwinklig zum Tragwagen aufgestellt. Zwei aus dem LKW-Anhänger ausziehbare Überladeschienen wurden in den Tragwagen eingehängt. Mithilfe einer beweglichen Deichsel konnte der Behälter anschließend vom Tragwagen auf den LKW-Anhänger gezogen werden. Alle Bewegungen des DAF Lossers wurden hydraulisch ausgeführt.

### Nach 1945

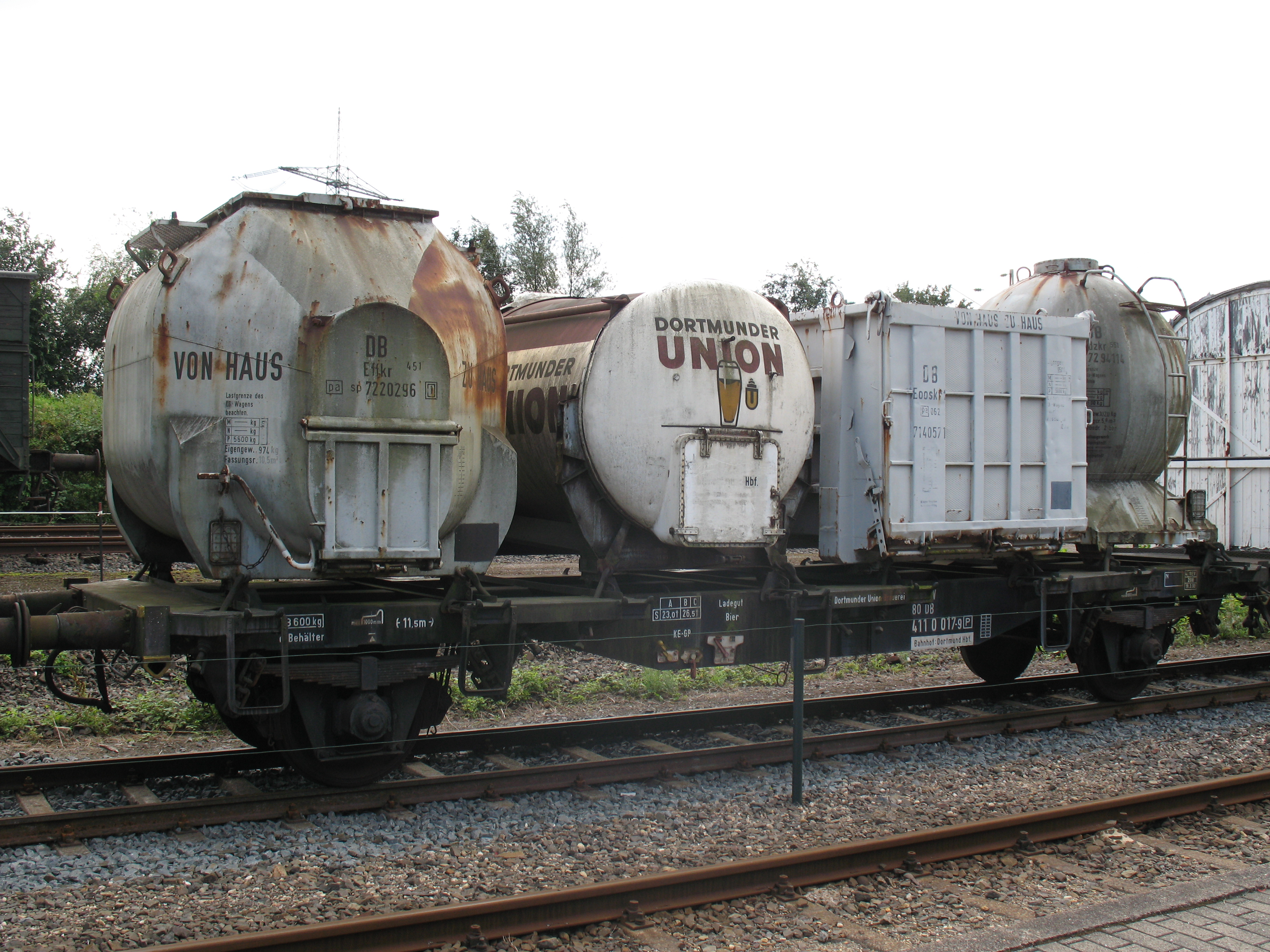
Ein Behältertragwagen Eooskrt beladen mit Kessel- und Von-Haus-zu-Haus-Behältern

Nach dem Zweiten Weltkrieg wurde der Behälterverkehr von verschiedenen europäischen Eisenbahnverwaltungen weiter ausgebaut.
In Deutschland wurde ab Mai 1950 von der Deutschen Bundesbahn (DB) ein Großversuch gestartet, bei dem das Behälterkonzept der niederländischen Bahn getestet wurde. Dazu wurden von der DB 750 gedeckte und 250 offene Großbehälter, 333 Tragwagen und 50 Straßenzustellfahrzeuge angeschafft.
Im März 1951 wurde eine internationale Konferenz in Zürich-Tiefenbrunn ausgerichtet, um eine Standardisierung des Behälterverkehrs anzustoßen. Durch das Verkehrshaus der Schweiz und das Bureau International des Containers konnten dabei verschiedene Lösungen von Vertretern aus Belgien, Frankreich, den Niederlanden, Deutschland, der Schweiz, Schweden, Großbritannien, Italien und den USA begutachtet werden. Ausgewählt wurde die niederländischen Lösung, welche anschließend die Basis für den sogenannten pa-Behälter (frz.: pa = porteur aménager) darstellte.
Im Ergebnis entstand das UIC Merkblatt 590. Die damit spezifizierten Behälter wurden hernach von Dänemark, Benelux, Deutschland, Schweden und der Schweiz eingesetzt.
Insbesondere die Deutsche Bundesbahn baute diesen kombinierten Verkehr weiter aus. Dafür wurden Güterwagen mit Vorrichtungen zur Aufnahme von genormten Behälter umgebaut bzw. später neue konstruiert. Diese neuen Wagen wurden Großbehälter-Tragwagen oder auch Behälter-Tragwagen (BT-Wagen) genannt.
In Deutschland wurde der Behälterverkehr weiterhin unter der Marke „Von-Haus-zu-Haus“ vermarktet.

### Ende
Bis Ende der 1960er Jahre war der Behälterverkehr weit verbreitet. Jedoch wurde mit zunehmender Konkurrenz verschiedener anderer Verkehrsformen der Behälterverkehr zunächst zum Nischenprodukt, bevor er bis Ende der 1990er Jahre komplett verschwand. Das zentrale Konzept des Behälterverkehrs, der Transport kleinerer Ladeeinheiten direkt vom Versender zum Empfänger, verlagerte sich weitgehend auf den Straßengüterverkehr und/oder auf andere Formen des Kombinierten Verkehrs mit größeren Ladeeinheiten. Insbesondere im Übersee- und Hafenhinterlandverkehr wurde der Behälterverkehr durch ISO-Container, welche ab 1966 in Europa eingesetzt wurden, verdrängt. Der „Haus zu Haus“-Typ Eoskrt war vorher als offener Mittelcontainer in der Entsorgungslogistik verbreitet, wurde dann weitgehend von Abrollbehältern verdrängt, welche teilweise auch mithilfe des Abrollcontainer-Transportsystems kombiniert transportiert werden.
Seit etwa 1975 wurden keine Behälter für den Behälterverkehr mehr produziert, und die vorhandenen wurden bis in die 2000er-Jahre verschrottet.

## Standardisierung
Gemäß ihrem Fassungsvermögen wurden die eingesetzten Ladeeinheiten in die folgenden Kategorien eingeteilt:
- 1 bis 3 m³: Kleinbehälter
- über 3 m³ und weniger als 6 m Länge: Mittelgroße Container
- über 3 m³ und mehr als 6 m Länge: Großcontainer

### Kleinbehälter

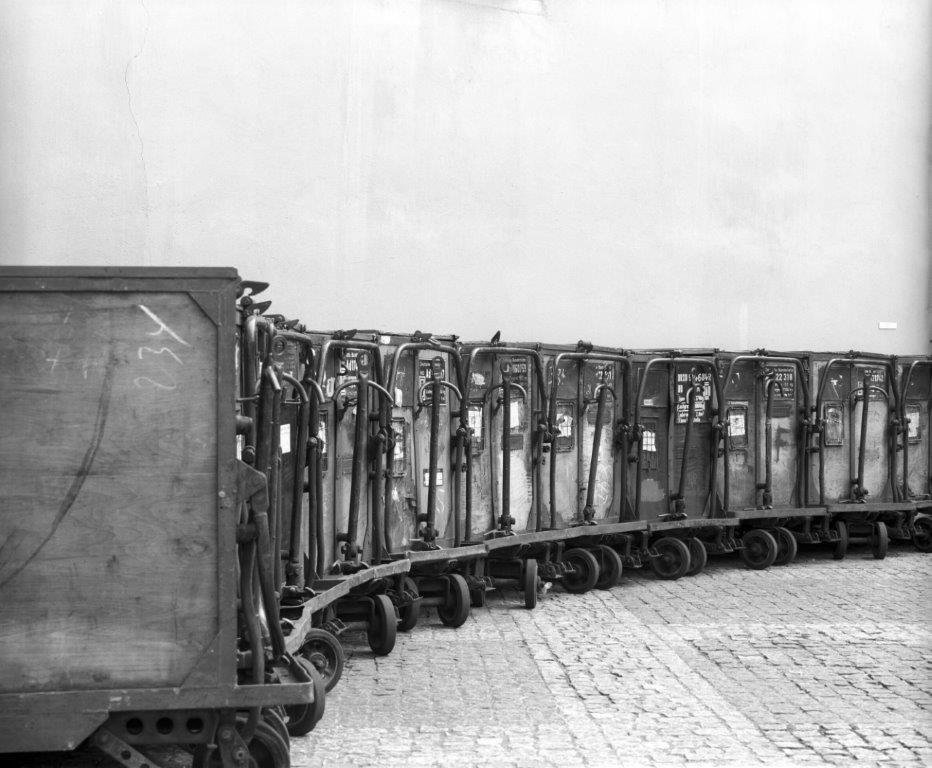
Kleinbehälter der Regelbauart

Die kleinste Größe des Behälterverkehrs war der Kleinbehälter bzw. Kleincontainer. Kleinbehälter konnten in gedeckte Güterwagen verladen werden. Dazu waren die Kleinbehälter mit einem wendigen, vierrädrigen Fahrwerk ausgestattet. Eine hochklappbare Deichsel ermöglichte das Fahren des Kleinbehälters von Hand oder als Anhänger an einem Zugfahrzeug. Durch Ringe oder Ösen an der Oberseite konnte der Kleinbehälter gekrant werden.
Die zulässige Gesamtmasse der Kleinbehälter durfte 1,5 t nicht überschreiten. Die Länge eines Kleinbehälters durfte maximal 2,25 m, die Breite 1,2 m und die Höhe 1,8 m betragen. Es wurde zwischen gewöhnlichen (die sogenannte Regelbauart) und Sonderbehältern unterschieden. Erstere waren als geschlossene Bauart ausgeführt und mussten eine vollständig zu öffnende Längswand haben. Sie konnten zur Beförderung beliebiger Güter verwendet werden. Sonderbehälter hingegen waren zur Beförderung bestimmter Güter bestimmt, an die sie entsprechend angepasst waren. Diese konnten sowohl geschlossener oder offener Bauart als auch mit einem Kessel-, Kühl- oder Wärmeschutzbehälter ausgerüstet sein.

### Mittelcontainer
Die mittelgroßen Container (MC) wurden vor dem Aufkommen sogenannter Großcontainer als Großbehälter bezeichnet. Um diese deutlicher unterscheiden zu können, wurde die Bezeichnung entsprechend geändert.
Mittelgroße Container konnten auf offene Flachwagen der Regelbauart oder Flachwagen der Sonderbauart verladen werden. Man unterschied zwischen gewöhnlichen Containern und Spezialcontainern. Gewöhnliche Container konnten sowohl geschlossen als auch offen ausgeführt sein. Sie waren für eine zulässige Gesamtmasse von 5,2 t zu bemessen, wobei hiervon Ausnahmen möglich waren. Durch Ringe oder Ösen an der Oberseite konnte der Container gekrant werden. Sie konnten zur Beförderung beliebiger Güter verwendet werden. Spezialcontainer hingegen waren zur Beförderung bestimmter Güter bestimmt, an die sie entsprechend angepasst waren. Diese konnten sowohl geschlossener oder offener Bauart sein als auch mit einem Kessel-, Kühl- oder Wärmeschutzbehälter ausgerüstet sein.

#### pa-Behälter
Mittelgroße Container, die für den Transport auf speziellen Tragwagen geeignet waren, wurden Container für Tragwagen oder auch pa-Behälter (frz.: pa = porteur aménager) genannt. Das zulässige Gesamtmasse durfte höchstens 6,6 t betragen.
Die pa-Behälter fuhren auf vier Rollen in vergleichsweise schmalen Führungen auf dem Flachwagen. Diese ersten Rollcontainer nutzen Stahlräder mit 200 mm Durchmesser und einer Laufbreite von 75 mm. Die Spurweite quer betrug 1400 mm und der Achsstand längs 1950 mm. An den Radkästen waren Zurrösen zum Bewegen und Festmachen angebracht.

### Großcontainer
Mit dem Aufkommen der ISO-Container wurden die bisherigen Großbehälter in Mittelcontainer umbenannt. Unter dem Begriff Großcontainer wurden daraufhin ISO-Container und Wechselbehälter etc. verstanden.

## Einsatz bei der Deutschen Bundesbahn

### Gattungszeichen
Die Gattungszeichen der Behälter setzten sich aus dem Hauptgattungszeichen und einem oder mehreren Nebengattungsbezeichnungen zusammen. Die folgenden Hauptgattungszeichen wurden verwendet:
|   | Bedeutung                                       |
| - | ----------------------------------------------- |
| A | Kleinbehälter mit 1 bis 1,2 m³ Fassungsvermögen |
| B | Kleinbehälter mit 1,2 bis 2 m³ Fassungsvermögen |
| C | Kleinbehälter mit 2 bis 3 m³ Fassungsvermögen   |
| D | Großbehälter mit 3 bis 6 m³ Fassungsvermögen    |
| E | Großbehälter mit 6 bis 16 m³ Fassungsvermögen   |
| F | Großbehälter mit über 16 m³ Fassungsvermögen    |

Die Nebengattungszeichen hatten folgende Bedeutung:
|    | Bedeutung |
| -- | --- |
| a  | Aufsetzwände bei Eos                                                                                          |
| b  | Behälter mit Abdeckung                                                                                        |
| d  | Druckbehälter (bei Ed: geschlossen mit Einfüllklappe in der festen Abdeckung)                                 |
| f  | geschlossen, kreisförmiger Querschnitt mit Einfüll- und Auslaufklappen und einem Fassungsvermögen bis 7,5 m³  |
| ff | geschlossen, kreisförmiger Querschnitt mit Einfüll- und Auslaufklappen und einem Fassungsvermögen über 7,5 m³ |
| h  | heizbar |
| i  | isoliert |
| k  | kranbar |
| l  | Ladegestell für Langmaterial                                                                                  |
| o  | offen mit einem Fassungsvermögen bis 7,6 m³                                                                   |
| oo | offen mit einem Fassungsvermögen über 7,6 m³                                                                  |
| p  | für Paletten                                                                                                  |
| r  | rollbar |
| s  | mit senkrechten Wänden (nur bei Eo)                                                                           |
| t  | mit Stirnwandtüren                                                                                            |
| ü  | Übersee-Behälter                                                                                              |
| v  | für Lebensmittel (Viktualien) und andere empfindliche Schüttgüter                                             |
| w  | Wärmeisolierung                                                                                               |
| x  | mit Schiebedach                                                                                               |
| z  | mit Bodenentleerung                                                                                           |

Beispiel: Das Gattungszeichen „Ddihkr“ deutet auf einen isolierten Kühl-Druckbehälter mit einem Fassungsvermögen von 3 bis 6 m³ hin, der sowohl kran- als auch rollbar ist.

### Bestand an Behälter
Die Deutsche Bundesbahn hatte zum Stand 1. Januar 1962 den folgenden Bestand an Behältern eingestellt:
| Typ                                       | Anzahl |
| ----------------------------------------- | ------ |
| Kleinbehälter der Gattung A               | 58.324 |
| Kleinbehälter der Gattung B               | 33.312 |
| Kleinbehälter der Gattung C               | 4695   |
| Mittelgroße Container (nicht pa-Behälter) | 40     |
| pa-Behälter                               | 20.306 |
| Private Kleinbehälter                     | 1709   |
| Private Großcontainer                     | 44     |
| Private pa-Behälter                       | 1077   |